# Gahlen (Vetschau/Spreewald)
Gahlen, niedersorbisch Gołyń, ist ein Gemeindeteil von Missen, einem Ortsteil der Stadt Vetschau/Spreewald im Nordosten des südbrandenburgischen Landkreises Oberspreewald-Lausitz.

## Lage
Gahlen liegt in der Niederlausitz östlich des Naturparks Niederlausitzer Landrücken, ca. fünf Kilometer ostsüdöstlich von Calau und ca. 7,5 Kilometer Luftlinie südwestlich von Vetschau/Spreewald. Die Gemarkung von Gahlen wurde mit der Gemarkung von Missen vereinigt. Die Flur 4 entspricht der früheren Gemarkung von Gahlen. Sie grenzte im Norden an Saßleben und Bolschwitz, im Osten an Missen, im Süden an Ogrosen und Buchwäldchen und im Westen an die ehemalige Gemarkung von Altnau (heute in Calau aufgegangen). Der Ortskern liegt auf 72 m ü. NHN. Im Dorfmittelpunkt befinden sich eine Kirche und der Dorfteich.
Im Ortskern von Gahlen biegt die K6624 von Bolschwitz kommend nach Missen ab. Dort trifft sie auf die L525, die weiter nach Vetschau/Spreewald führt. Von der L52 Calau nach Ogrosen biegt westlich von Gahlen eine kleine Straße nach Gahlen ab. Im Nordwesten der ehemaligen Gemarkung verläuft das Neue Vetschauer Mühlenfließ. Vom Ortskern zieht der Gahlener Graben zum Vetschauer Mühlenfließ.
Auf der ehemalige Gahlener Gemarkung liegen die Wohnplätze Alte Schäferei und Gahlener Ziegelei.

## Geschichte
Gahlen wurde 1377 als Galyn erstmals in einer Urkunde dokumentiert. In den Jahren 1346 und 1495 wurde der Ort Galyn genannt, 1560 Galen und 1761 Golin. Der Name ist nicht ganz eindeutig zu interpretieren. Siegfried Körner nennt als eine Deutung eine Herkunft von aso. *Golyńa oder *Golina, zu aso. *gol'a Heide, Forst, Nadelwald, ebenso Ernst Eichler. Eine zweite Möglichkeit wäre eine Ableitung von einem Personennamen aso. *Golin Ort eines Gol-´. Nach der Dorfstruktur war es ein West-Ost ausgerichtetes, nach Osten rund geschlossenes Sackgassendorf mit einem Gut, das sich erst im Spätmittelalter/Frühen Neuzeit in der nördlichen Häuserzeile heraus bildete. Es ist somit ein Plandorf aus der Zeit der deutschen Kolonisationszeit, vermutlich aus dem Ende des 12./Anfang des 13. Jahrhunderts.

### Besitzgeschichte
Gahlen war bis 1817 eine brandenburgische Enklave im Calauischen Kreis der Niederlausitz. Nach Gerhard Krüger wurden 1500 fünf Brüder von Zabeltitz mit Laasow, Kalkwitz und Gahlen belehnt, wie es ihre Eltern vor ihnen besessen haben. Eine Quelle nennt er nicht. Im Register der Lehensleute, welche dem Kurfürsten Joachim I. und Markgrafen Albrecht die Huldigung geleistet haben, von den Jahren 1499 bis 1500 erscheinen tatsächlich fünf Brüder von Zabeltitz, allerdings ohne Ortsangabe, von denen Siuert, Cristoff und Heinrich den Lehnseid leisteten, Nickel und Ott abwesend waren und (noch) nicht geschworen hatten. Nach der Zabeltitzschen Familiengeschichte, aus der wahrscheinlich die obige Angabe stammt, waren sie die Söhne des Nickel von Zabeltitz auf Reuden. Zu diesem Gut soll gehört haben neben Reuden, auch Laasow, Kalkwitz, Gahlen und Saßleben. Weiter, der Zabeltitzschen Familiengeschichte folgend, kam Gahlen schließlich noch 1500 an Heinrich von Zabeltitz. Er soll auch in Gahry und Ruben einige Güter besessen haben. 1514 wurde seinem Schwager Niklas Schetz, Kastner in Cottbus etliche Güter des Heinrich in Gahry wegen ausstehender Schuldzahlungen übertragen. 1529 verkaufte (ein) Heinrich von Zabeltitz die Güter in Gahry und Ruben durch seinen Bevollmächtigten Nikolaus Schetz, Kastner in Cottbus an Hans von Loeben. Nach Houwald müsste es sich bei letzterem Heinrich bereits um den gleichnamigen Sohn des obigen Heinrich gehandelt haben, denn 1527 wird ein Heinrich von Zabeltitz auf Reuden zusammen mit seinem Bruder Caspar in einem Gesamtlehnbrief genannt. Am 9. Januar 1543 wurde dieser Heinrich auch mit dem halben Dorf Bolschwitz belehnt, das er von Georg von der Zauche auf Lamsfeld gekauft hatte. Zur Gesamten Hand aufgenommen waren sein Bruder Caspar zu Reuden, die Brüder Benisch und Georg zu Laasow und Ogrosen, die Brüder Martin und Bastian von Zabeltitz und der Sohn ihres verstorbenen Bruders Wolf namens Otto zu Saßleben und Buchwäldchen. Offensichtlich besaß Heinrich auch die andere Hälfte von Bolschwitz, denn er bestellte 1550 das ganze Dorf Bolschwitz als Leibgedinge für seine Frau Martha geb. von Zabeltitz aus dem Hause Ogrosen. Heinrich von Zabeltitz gehörte zu den berechtigten Junkern, die im Winter (um 1570), wenn der Spreewald zugefroren war, mit zwei Schlitten Holz aus dem Spreewald holen durften. Bei der Musterung der Ritterpferde im Cottbusischen Weichbild 1565 stellten die Zabeltitzer zu Saßleben und Loß (= Laasow) drei gerüstete Pferde. 1570 starb Heinrich von Zabeltitz auf Gahlen ohne Leibeserben. Danach kam es unter den Mitbelehnten zu Streitigkeiten wegen des Erbes des Heinrich.
Nach dem Vergleich vom 12. Dezember 1570 erhielt Bastian von Zabeltitz das Dorf Gahlen. Das Erbe Heinrichs wurde von einer Kommission bewertet und zu diesem Wert dem Bastian von Zabeltitz überlassen. Er durfte aber vorher noch seinen Erbanteil in Höhe von 3.000 Talern abziehen. Die Vettern sollten ihre Gelder auf dem Lehn stehen lassen (gegen Verzinsung), bis sie das Geld zum Erwerb neuer Lehn oder zur Begleichung von Schulden benötigen würden. Die Witwe Heinrichs behielt halb Bolschwitz als ihr Leibgedinge. Bastian von Zabeltitz war mit Margarethe geb. von Zabeltitz verheiratet. Sie erhielt ein Leibgedinge bestehend aus den Dörfern Reuden und Plieskendorf, was Landvogt Jaroslav von Kolowrat am 29. Januar 1579 bestätigte. 1579 starb Bastian von Zabeltitz ohne männliche Erben und Gahlen fiel nun an den nächsten Agnaten Otto von Zabeltitz auf Saßleben, Reuden und Buchwäldchen, der Sohn seines schon lange vorher verstorbenen Bruders Wolf.
Schon 1574 wollte Otto von Zabeltitz mit dem Dorf Kolkwitz belehnt werden. 1579 fiel ihm das Erbe des Bastian von Zabeltitz zu. Otto war mit Anna von Zabeltitz der Tochter des Heinrich verheiratet. Am 20. Februar 1581 stellte er ihr ein Leibgedinge aus. Aus der Ehe gingen die drei Söhne Wolf, Heinrich und Hans Friedrich hervor. Nach dem Verzeichnis der Rossdienste im Cottbusischen Kreis 1585 musste Otto wegen der Dörfer Gahlen und Kalkwitz zwei Ritterpferde stellen. Im Jahr 1584 ist er verstorben.
Heinrich, Wolf und Hans Friedrich von Zabeltitz, die Söhne des Otto von Zabeltitz wurden am 3. Februar 1586 mit den niederlausitzischen Gütern ihres Vaters, Reuden, Gahlen, Plieskendorf und halb Bolschwitz belehnt. Bereits am 8. Januar 1585 war Wolf mit dem brandenburgischen Gahlen belehnt worden. Er wird als Ritter zu Cottbus bezeichnet. 1603 ist er verstorben. Seine Söhne Wolf Heinrich, Caspar Joachim und Wolf Ernst waren bei seinem Tod noch minderjährig. Sie wurden am 20. Juni 1603 mit den vom Vater ererbten Gütern belehnt. 1609 wurde Wolf Heinrich mit Gahlen belehnt. Ein weiterer Lehnbrief über Gahlen erhielt er am 28. Juni 1622. Er war mit Elisabeth Seyffertitz, Tochter des Bernhard von Seyffertitz aus dem Hause Wendisch Buchholz verheiratet. Er starb 1625 ohne männliche Erben, die Witwe starb 1637 in Frankendorf bei Dobrilugk (gemeint wohl Frankena) an der Pest.
Die Witwe Elisabeth Seyffertitz und die Brüder des Wolf Heinrich von Zabeltitz hatten Gahlen und halb Bolschwitz für etliche Jahre (d. h. auf Wiederkauf) schon um 1625 an den brandenburgischen Oberstleutnant Veit von Kracht auf Ranzow. Er war aber 800 Gulden Kaufgeld schuldig geblieben, wofür sich sein Bruder Georg von Kracht auf Mallenchen, Hans von Gersdorf auf Pritzen und Hans von Flanß auf Buchholz verbürgten. Veit von Kracht hatte 1625 außerdem ein Darlehen in Höhe von 1.500 Gulden von seiner Schwester Margarethe von Bernheim geb. von Kracht erhalten; dazu gab der Landvogt Siegmund Seifried von Promnitz seinen Konsens. Veit von Kracht war der Sohn des Isaac von Kracht und der Eva geb. von List von Lindenberg (Ortsteil der Gemeinde Tauche). Er scheint keine Leibeserben gehabt zu haben. 1637/8 war Veit von Kracht gestorben und sein Bruder Hildebrand von Kracht suchte nun um die Gesamte Hand an Gahlen nach, wie sie sein 1638 verstorbener Bruder Georg auf Mallenchen und andere Vettern gehabt hatten. 1640 saß noch die Witwe des Veit von Kracht auf dem Gut Gahlen. 1644 wird vermerkt, dass ein Zabeltitz Gahlen an Veit von Kracht verkauft hatte. Bei der Huldigung für den 1640 an die Regierung gekommenen brandenburgischen Kurfürsten Friedrich Wilhelm im Oktober 1644 hat sich jedoch keiner der Agnaten gemeldet.
1652 gehörte Gahlen den Gläubigern des verstorbenen Oberstleutnant Veit von Kracht. Es wurde von dem als Schiedsmann von den Gläubigern eingesetzten (Georg) Christoph von Klitzing verwaltet. 1654 kaufte schließlich Georg Christoph von Klitzing Gahlen für 2.000 Taler von den Kracht’schen Erben. 1660 prozessierte Georg Christoph von Klitzing zu Gahlen gegen den Rat zu Calau wegen der Schaftrift auf dem Altnauer Felde. Georg Christoph war der Sohn des Christian von Klitzing und der Christine von Schlieben. Ihm gehörte auch Bronkow und Rutzkau. 1666 verkaufte er Gahlen an seinen Bruder Adam von Klitzing, der 1674 als in Gahlen ansässig erwähnt wird. Er war mit Anna Catharina von Minkwitz verheiratet.
1691 verkauften die drei namentlich nicht bekannten Söhne des Adam von Klitzing Gahlen an Christoph Siegmund von Raußendorf auf Saßleben. Dieser stammte aus Wolffersdorf in Böhmen, das er wegen seines evangelischen Glaubens hatte verlassen müssen. In der Niederlausitz hatte er 1686 das Gut Saßleben gekauft, 1691 auch Jehschen. Später erwarb er noch das benachbarte, aber zur Herrschaft Cottbus gehörende Gut Kalkwitz hinzu. Zum Kauf von Saßleben hatte ihm der Geheime Rat und Kammerdirektor Ludwig Gebhard Freiherr von Hoym eine ansehnliche Summe gegeben, die Raußendorf nicht zurückzahlen konnte. 1693 musste Raußendorf dem Freiherrn von Hoym Saßleben und Jehschen überlassen. Bei den Kaufverhandlungen gab es jedoch über den Preis sehr unterschiedliche Vorstellungen. Während Hoym 18.000 Taler für Saßleben bot, forderte Raußendorf mindestens 24.000 Taler. Letzterer betonte vor allem die von ihm für etliche Tausend Taler vorgenommenen Meliorationen. Der Verkauf von Saßleben wurde ihm jedoch unter Androhung einer Strafe von 300 Gulden vom damaligen Landesherrn der Niederlausitz, Herzog Christian II. untersagt, der Saßleben selber kaufen wollte. Er erhielt aber die Genehmigung einen Kredit über 10.000 Taler bei Johann Patow auf Mallenchen aufzunehmen. Einige Jahre später erlosch das Interesse des Herzogs an Saßleben und so konnte Christoph Siegmund von Raußendorf 1696 endlich Gahlen an Hans Caspar von Muschwitz für 9.400 Taler verkaufen, und am 2. August 1697 auch Saßleben für 20.500 Taler an Johann Wilhelm von Hake. Kalkwitz verkaufte er 1697 an Caspar Heinrich von Löben, Jehschen ging 1698 an Nicol Gotthard von Wehlen auf Repten.
Hans Caspar von Muschwitz war der Sohn des 1657 verstorbenen Georg von Muschwitz auf Wintdorf und der Marianne von Löben. Er war mit Sofie Christine von Zschertwitz, Tochter des Georg von Zschertwitz und der Felicia Magdalena von Schlieben aus dem Hause Rutzkau (Gemeindeteil von Bronkow) verheiratet. Aus der Ehe gingen sechs Söhne hervor: Georg Ernst, Kaspar Friedrich, Christoph Loth, Christian Siegmund, Wolf Nicol und Otto Hieronymus. Das schon 1673 von Hans Christoph von Stutterheim gekaufte Luckaitz hatte er 1696 an seinem ältesten Sohn Georg Ernst abgetreten. Am 26. Januar 1698 wurde Wolf Nickel von Muschwitz auf Wintdorf in die Gesamte Hand aufgenommen. Am 17. Juni 1712 zeigten Georg Ernst und Otto Hieronymus den Tod ihres Vaters Hans Caspar an, der am 15. Juni 1712 gestorben war. Er wurde am 17. Juni 1712 in Gahlen beerdigt. Die anderen Brüder standen in Kriegsdiensten in Flandern und in Polen. Am 26. Januar 1714 erhielten die Brüder Georg Ernst, Kaspar Friedrich, Christoph Lot, Christian Siegmund, Wolf Nickel (Nicol) und Otto Hieronymus von Muschwitz, Hans Kaspars Söhne, den Lehnsbrief zum Gut Gahlen. Anscheinend übernahm Kaspar Friedrich von Muschwitz das Rittergut Gahlen später allein; er ist 1728 auf Gahlen ansässig. Er war sächsisch-polnischer Hauptmann zu Fuß und starb am 23. Juli 1734 ohne Leibeserben.
Am 27. November 1715 heiratete Christian Siegmund von Muschwitz, königl.-preußischer Lieutenant Erbherr auf Gahlen, jetzt auf Wintdorf, Catharina Tugendreich von Ruitz, Tochter des Christoph Lorenz von Ruitz und der Margaretha von Steinkeller adH Krügersdorf. Sie hatten einen Sohn Christoph Siegmund von Muschwitz, königl.-preußischer Lieutenant, Erbherr auf Wintdorf und Allmosen.
Gahlen kam nach dem Tod des Kaspar Friedrich 1734 an seine beiden Brüder Otto Hieronymus und Georg Ernst, später an Georg Ernst allein. Georg Ernst lebte auf Luckaitz, das er bereits 1696 von seinem Vater bekommen hatte. Er war in erster Ehe mit Sofie von Köckritz und in zweiter Ehe mit Helene Marianne von Mandelsloh verheiratet. Mit seiner zweiten Frau hatte er die Kinder Gottlob Heinrich (* 5. Juli 1728) und Marie Erdmuthe (* 17. Februar 1733). Georg Ernst von Muschwitz auf Luckaitz und Gahlen starb am 9. März 1740. Erbe war sein Sohn, der kursächsische Leutnant Gottlob Heinrich von Muschwitz.
Am 24. Juli 1742 starb im Ersten Schlesischen Krieg in Ohlau in Schlesien Caspar Heinrich von Muschwitz, der am 21. August 1741 mit einem Anteil an Greifenhain und dem Greifenhainschen Anteil von Domsdorf belehnt worden war. Er hatte keine Erben hinterlassen, sodass nun der Greifenhainsche Anteil von Domsdorf an die Mitbelehnten, Carl Friedrich von Schönfeld sowie die Brüder Georg Ernst, Kaspar Friedrich, Christian Sigismund, Christoph Lot, Wolf Nicol und Otto Hieronymus von Muschwitz, Söhne des Hans Caspar von Muschwitz auf Gahlen fielen, die zu diesem Zeitpunkt schon nicht mehr alle am Leben waren. Carl Friedrich von Schönfeld beanspruchte das Erbgut für sich allein, worüber es zum Prozess mit den von Muschwitz kam, und den von Schönfeldt schließlich verlor. Er musste den Mitbelehnten das (Mit-)Eigentum einräumen. Schließlich wurde der Anteil an Greifenhain und der Greifenhainsche Anteil von Domsdorf für 10.000 Taler an Joachim Seyfried von Köckritz verkauft.
1764 saß Gottlob Heinrich von Muschwitz auf Gahlen. Er war mit Magdalene Eleonore Tugendreich Luise von Röbel verheiratet. Die Ehe blieb aber kinderlos. Vor dem 12. Mai 1774 ist er gestorben; von diesem Tag datiert die Vorladung zur Regelung seines Nachlasses. 1775 kaufte Gottlob Heinrichs Schwester Marianne Erdmuthe von Britzke Gahlen bei der Versteigerung. Sie war mit Karl Friedrich von Britzky/Britzke verheiratet, den Gulde für 1784 als Besitzer von Gahlen nennt. Von Marianne Erdmuthe von Britzke erhielt es ihre Tochter Caroline Marianne von Britzke, die mit einem von Wittke verheiratet war. Bratring nennt als Besitzerin von Gahlen (für 1805) noch ein Fräulein von Britzke daselbst. Nach Houwald soll Caroline Marianne von Wittke Gahlen schon 1805 für 20.000 Taler an den sächsischen Kammerherrn Heinrich Ludwig Graf zu Lynar verkauft haben. Schon 1800 hatte der Graf zu Lynar Ogrosen mit Bolschwitz für 108.000 Taler von Karl Friedrich Wilhelm Leopold von Löben gekauft. Nach 1814 kaufte Heinrich Ludwig Graf zu Lynar von Leopold August Karl von Schmettau auch Laasow. Durch die Heirat mit Caroline Ernestine Friederike von Knoch fiel ihm auch noch Chransdorf zu. Die Besitzer dieser kleinen Herrschaft hatten ihren Wohnsitz in Ogrosen. Das Paar hatte sechs Töchter, von denen die drei Jüngsten (Isabelle Adelaide Isidore, Julie Caroline Luise Adelaide und Amalie Luise Ernestine) in das St.-Johannis-Kloster vor Schleswig gingen. Die älteste Tochter Marie Agnes Rosalie war mit Friedrich Hermann von Röder verheiratet. Er war seit 1817 Ehrenritter des Johanniterordens. 1842 verkaufte der Graf zu Lynar den Besitz Ogrosen (mit Bolschwitz, Chransdorf, Gahlen und Laasow) an Graf Louis von Pourtalès. Heinrich Ludwig Graf zu Lynar starb am 14. Dezember 1867 in Lübben.
Graf Louis von Pourtalès (* 14. Mai 1773, † 1848), Königlich-Preußischer Staatsratspräsident im Fürstentum Neuenburg und Ritter des Roten Adlerordens erster Klasse, war am 21. März 1815 in den preußischen Grafenstand erhoben worden. Verheiratet war er seit 1795 mit Sophie von Guy d’Audanger. 1853 waren seine Söhne Ludwig August (* 17. März 1796) und Karl Friedrich (* 10. Juni 1799) Grafen von Pourtalès im Besitz von Ogrosen und Zubehör. Die Größe des Rittergutes Gahlen gibt Berghaus mit 1170 Morgen, davon 612 Morgen Acker, 13 Morgen Wiesen und 315 Morgen Forst an.

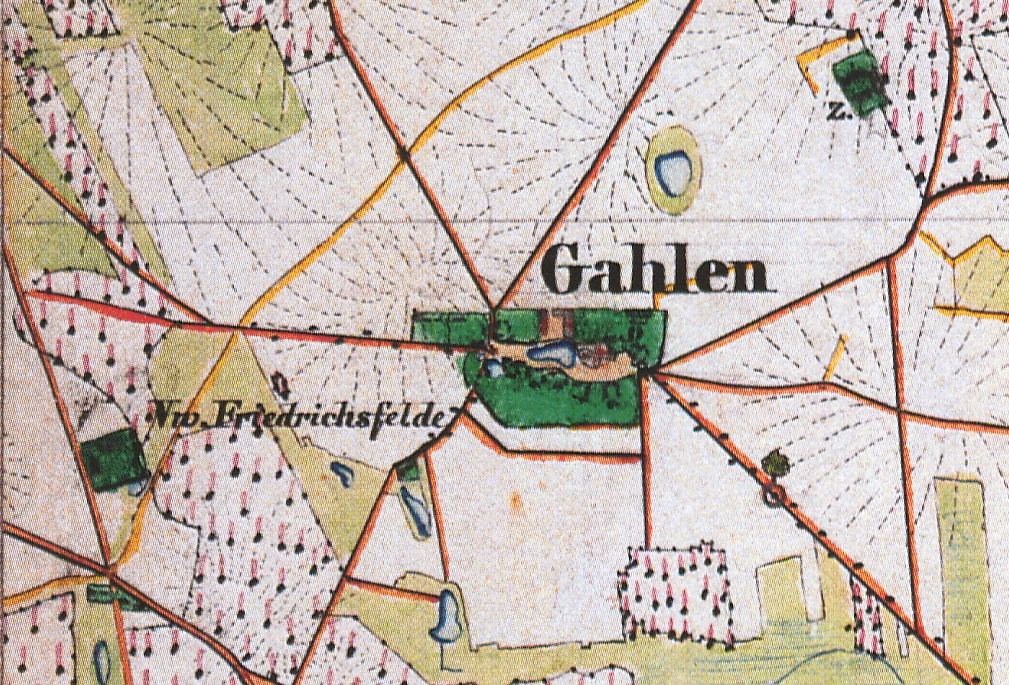
Gahlen auf dem Urmesstischblatt 4250 Vetschau/Spreewald. Z = Ziegelei. Das Vorwerk Friedrichsfelde gehörte nicht zu Gahlen.

Nur kurze Zeit später veräußerten die beiden Brüder Pourtalès den Besitz Ogrosen (ohne Laasow) an Leopold von Versen, Major a. D. Rauer bemerkt dazu, dass Gahlen Allod war. Leopold von Versen war 1856 durch Prinz Karl von Preußen zum Ehrenritter des Johanniterordens geschlagen worden. 1858 verkaufte er Ogrosen mit Zubehör an Karl Johann Ludwig von Thielau.
Karl Johann Ludwig von Thielau (1796–1862) war von 1832 bis 1860 Landstallmeister im Königlich Preußisches Hauptgestüt zu Graditz bei Torgau (Sachsen-Anhalt). Auch er war 1856 durch Prinz Karl von Preußen zum Ehrenritter des Johanniterordens geschlagen worden. Er heiratete 1822 auf Schloss Meseberg Luise Juliana Friederike Sophie von Jagow, Tochter des Ludwig Friedrich Günther Andreas von Jagow und der Auguste Sidonie von Heynitz. Die Ehe scheint ohne Kinder geblieben zu sein. Er starb am 19. März 1862 in Ogrosen. Die Witwe übernahm nun den Besitz. Ellerholz (1879) gibt die Größe des Gutes mit 310,08 ha, davon 277,98 ha Acker, 4,09 ha Wiesen und 78,01 ha Wald. Der Grundsteuer-Reinertrag betrug 3870,56 Mark. Sie hatte das Gut Gahlen wohl verpachtet, 1885 wird ein Pächter von Oetinger angegeben (Houwald nennt ihn Günter von Oetinger). Luise Juliana Friederike Sophie von Thielau, geb. von Jagow starb am 4. Juli 1886 in Ogrosen. Das Gut wurde nach ihrem Tod verkauft.
1892 und 1896 ist Graf Wilhelm Martin Ernst Ludwig von Schlieffen-Schlieffenberg (* 18. September 1829) Besitzer von Ogrosen und seinem Zubehör. Er war seit 14. Mai 1858 mit Amélie Gräfin von der Groeben (* 4. August 1839) verheiratet. Er war Besitzer der Kohlegrube Gödula, die im Tagebaubetrieb Braunkohle bei Ogrosen förderte. Pächter des Gutes war nach wie vor ein gewisser von Oetinger, Die Größe des Gutes betrug 310 ha, davon 225 ha Acker, 4 ha Wiese, 78 ha Wald, 3 ha Unland. Der Grundsteuer-Reinertrag belief sich auf 3872 Mark.
1903 wird schließlich Maximilian von Voß, Oberregierungsrat zu Frankfurt als Besitzer genannt. Pächter blieb weiterhin der von Oetinger.
Niekammer’s Güter-Adressbuch der Provinz Brandenburg von 1907 gibt die Größe des Gutes weiterhin mit 310 ha an. Verändert hatte sich der Anteil von Acker und Wald. Es waren nun nur noch 213 ha Acker und dafür 97,2 ha Wald. Auf dem Gut wurden 15 Pferde, 10 Stück Rindvieh, 525 Schafe und 30 Schweine gehalten. Der Grundsteuer-Reinertrag betrug 3868 Mark. Am 17. Dezember 1911 war Maximilian von Voß in Jena gestorben. 1914 werden die von Voß Erben als Besitzer vom Rittergut Gahlen genannt. Administrator war ein Trolldenier.
1921 nennt Niekammers Güter-Adressbuch der Provinz Brandenburg den Kaufmann J. de Vries als Besitzer von Gahlen. Pächterin war schon die Ilse-Wohlfahrtsgesellschaft, Administrator ein gewisser Miehrling 1923 hatte die Ilse Bergbau A.G. Grube Ilse Niederlausitz das Rittergut Gahlen aufgekauft. Verwalter war ein gewisser Montua. Die Gesamtgröße betrug nur noch 236 ha, davon 215 ha Acker, 3 ha Wiesen, 5 ha Wald und 12,5 ha Unland. Auf dem Gut wurden 16 Pferde, 15 Stück Rindvieh, 400 Schafe und 10 Schweine gehalten. 1929 hieß der Verwalter Karl Werth; auf dem Hof standen 14 Pferde, 25 Stück Rindvieh und 350 Schafe, aber keine Schweine mehr. Das weitere Schicksal des Gutes ist nicht bekannt.

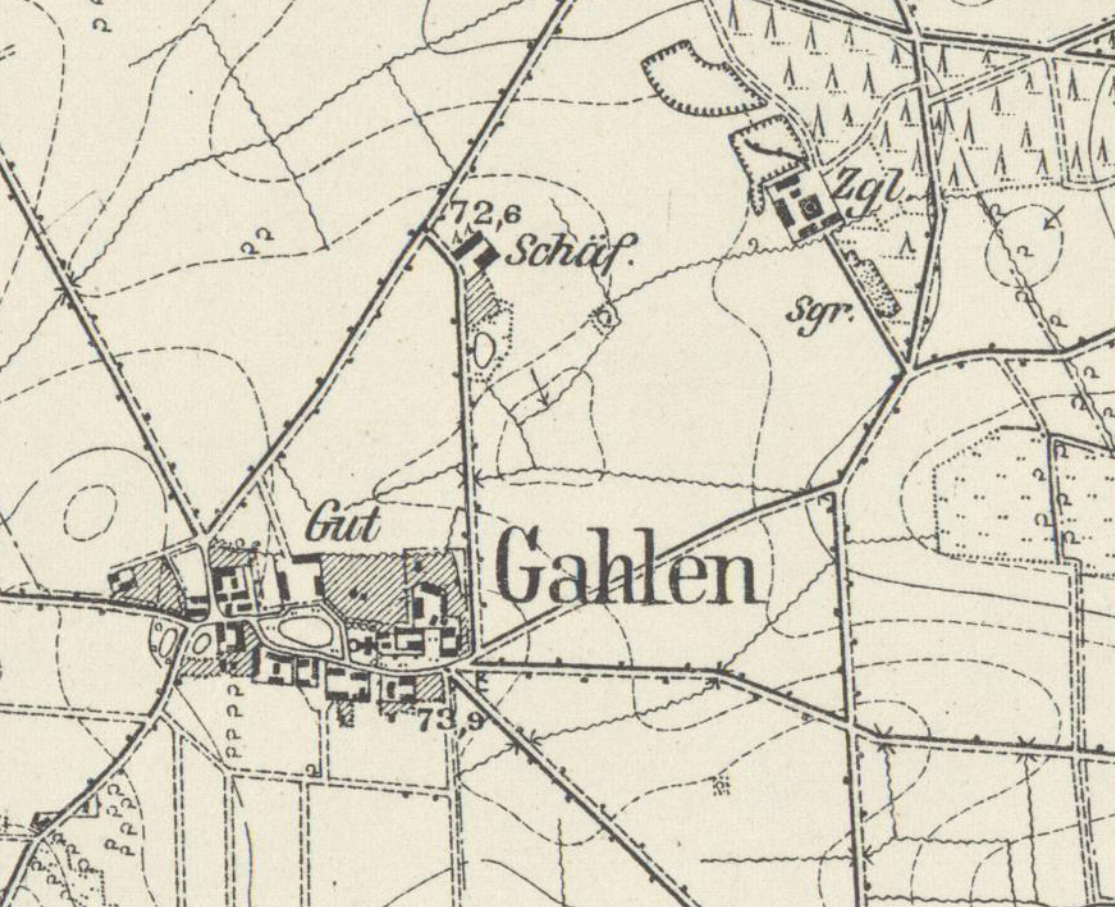
Gahlen auf dem Messtischblatt 4250 von 1903 (Neudruck 1917)

### Dorfgeschichte
1635 enthielt die Feldmark des Dorfes sechs Ritterhufen und 9½ Bauern, davon waren 1½ Bauernhufen wüst. Neben der nicht genannten Zahl von Bauern wohnten ein Büdner, ein Schäfer und ein Müller im Ort. Eine Büdnerstelle war wüst. 1652 waren zwei Bauernhufen bebaut, die mit 9 Scheffel Aussaat besät waren. Der Bauer hatte zwei Pferde und fünf Stück Vieh. Der Vorbesitzer, ein gebrechlicher Mensch, hathe im Garten eine Bude gebaut und hatte sein Auskommen. Ein Zweihufenhof war wüst. Ein Einhufenhof mit 1½ Bauernhufen war ebenfalls ganz wüst, wie auch die zum Hof gehörige ½ Pfarrhufe. Ein weiterer Einhufenhof mit der anderen halben Pfarrhufe war unbebaut. Das Gebäude war aber noch bewohnbar. Darin wohnte die Witwe des Vorbesitzers und ihr Sohn. Der war Zimmermann bei dem Obristen Wolfersdorf in Neu Zauche. Außerdem wohnte der Vogt des Junkers wohnte bei ihr im Haus. Ein Dreihufenhof samt dem Gebäude war zum Rittergut gezogen worden. Zwei Gärtnerstellen waren ganz wüst. Ein Schäfer wohnte im Dorf. Die Kirche stand noch, es war aber weder Pfarrer noch Küster da. Der Pfarrer von Kolkwitz musste von Zeit zu Zeit in der Kirche predigen.
1718/19 gehörten zum Rittergut 6 Ritterhufen und 3 5/6 Hufen. Es gab noch vier Bauernhufen, die von einem Zweihüfner und zwei Einhüfnern bewirtschaftet wurden. Die 1 2/3 Kossätenhufen verteilten sich auf fünf Gärtner. Der Acker war in zwei Felder geteilt, die jährlich besät wurden. 1763 bestand die bäuerliche Bevölkerung von Gahlen aus vier Bauern, vier Kossäten und einem Büdner. 1783 hatte Gahlen 13 Feuerstellen (Wohngebäude) und 98 Einwohner Bratring beschreibt Gahlen als Dorf und Gut, mit vier Ganzbauern, vier Kossäten, insgesamt 15 Feuerstellen und 80 Einwohnern. Die Ackerfläche der Feldmark war in 9½ Hufen eingeteilt. 1818 werden 14 Feuerstellen und 91 Einwohner vermeldet. Ein deutlicher Anstieg der Wohngebäude ist bis 1840 zu beobachten, in 19 Wohngebäude wohnten damals 147 Personen. Danach stagnierte die weitere Entwicklung. Nach dem Topographisch-statistischen Handbuch des Regierungs-Bezirks Frankfurt a. O. von 1867, das die Zahlen von 1864 wieder gibt, gab es in Gahlen 19 Wohngebäude und 155 Einwohner. Nordöstlich von Gahlen befand sich eine Ziegelei Im Messtischblatt 4250 Vetschau von 1917 ist nördlich des Ortskern eine Schäferei eingezeichnet.

### Kommunalpolitische Geschichte
Gahlen gehörte seit 1445/55 zur markbrandenburgischen Herrschaft Cottbus, aus der sich der Cottbusische Kreis heraus bildete. Es war eine Enklave im sächsischen Calauischen Kreis der Niederlausitz. Nach kurzer französischer Militärverwaltung 1806/7 kam der Cottbusische Kreis im Frieden von Tilsit 1807 an das Königreich Sachsen. Mit den Befreiungskriegen nahm Preußen bereits 1813 den Cottbusischen Kreis wieder in Besitz. In der Kreisreform von 1816 kam Gahlen zum Kreis Calau, der bis 1950 existierte. Er wurde in der ersten Kreisreform von 1950 vergrößert und in Kreis Senftenberg umbenannt. In der zweiten umfassenden Bezirks- und Kreisreform von 1952 wurde der (Groß-)Kreis Senftenberg in mehrere Kleinkreise aufgeteilt. Gahlen wurde dem 1952 neugegründeten Kreis Calau zugewiesen. Bereits am 1. Januar 1957 wurde Gahlen nach Missen eingemeindet. Nach der Wende wurde der Kreis Calau noch in Landkreis Calau umbenannt. 1992 schloss sich Missen mit neun anderen Gemeinden und der Stadt Vetschau zum Amt Vetschau zusammen. 1993 wurde der Landkreis Calau mit der Kreis Senftenberg und kleinere Teile des Kreises Bad Liebenwerda zum Landkreis Oberspreewald-Lausitz vereinigt. Ab 2001 wurden die Gemeinden des Amtes Vetschau sukzessive in die Stadt Vetschau/Spreewald eingegliedert. Zum 26. Oktober 2003 wurden per Gesetz die letzten Amtsgemeinden, Missen (mit Gahlen), Koßwig, Laasow und Raddusch nach Vetschau/Spreewald eingegliedert, und das Amt Vetschau wurde aufgelöst. Seither ist Missen ein Ortsteil der Stadt Vetschau/Spreewald und Gahlen ein Gemeindeteil von Missen, ohne eigene kommunalpolitische Vertretung. Im Ortsteil Missen (einschließlich Gahlen) gibt es einen Ortsbeirat.
| Jahr      | 1783 | 1805 | 1818 | 1840 | 1852 | 1864 | 1875 | 1890 | 1900 | 1910 | 1925 | 1939 | 1946 | 1950 |
| Einwohner | 98   | 80   | 91   | 147  | 156  | 155  | 143  | 131  | 112  | 114  | 159  | 145  | 310  | 305  |

### Kirchenpolitische Zugehörigkeit
Gahlen war 1346 und 1495 Mutterkirche in der Sedes Calau. Nach dem Dreißigjährigen Krieg war es Tochterkirche von Kolkwitz. Ab 1930 war es Tochterkirche von Ogrosen. Der Ort gehört seit Juni 2013 zur Kirchengemeinde Gräbendorfer See im Kirchenkreis Niederlausitz.

## Kultur und Sehenswürdigkeiten

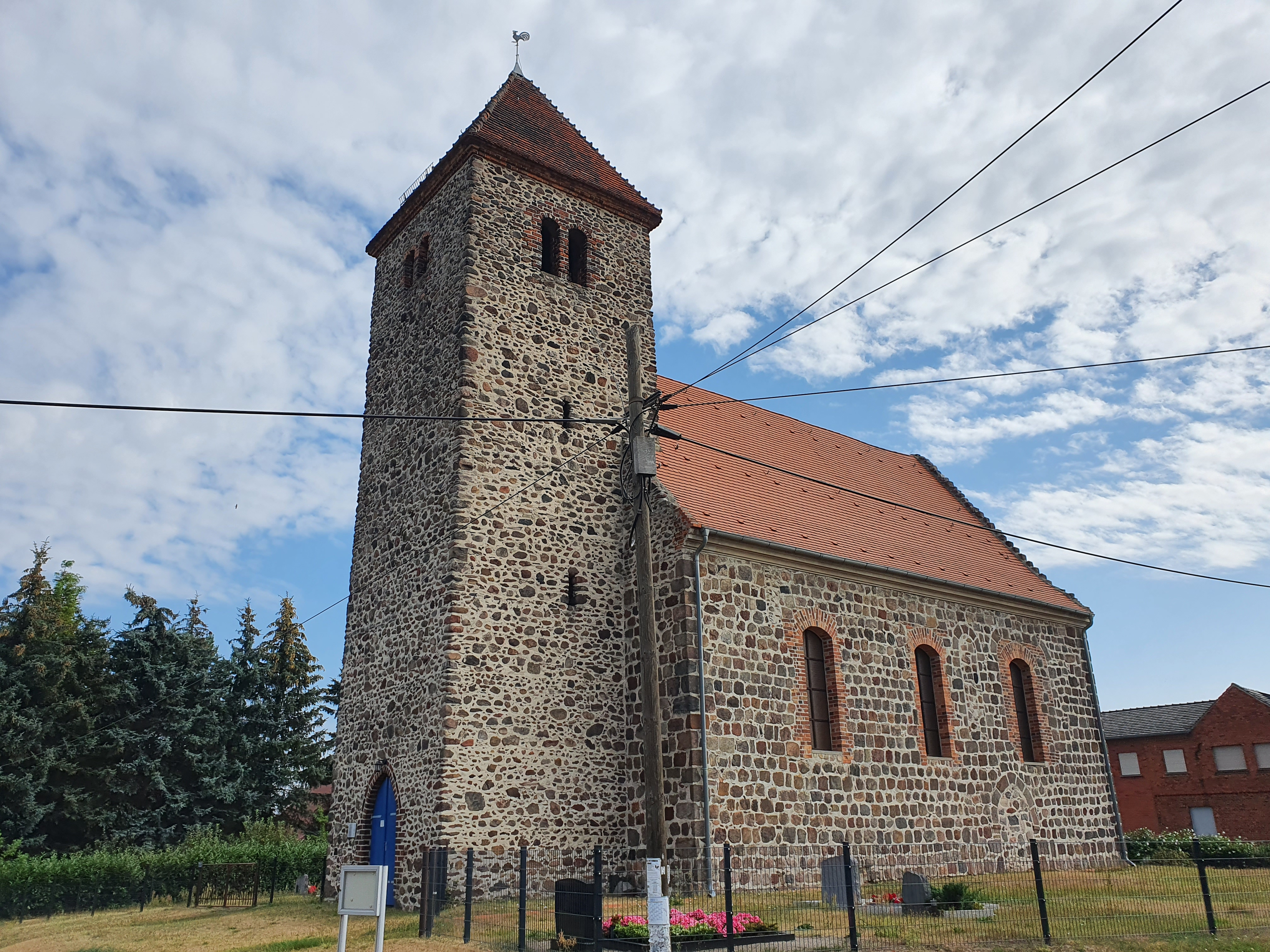
Dorfkirche Gahlen

Die Dorfkirche Gahlen ist in Ost-West-Richtung ausgerichtet und von einem Kirchhof umgeben. Die Umfassungsmauern des rechteckigen Langhauses der Wehrkirche stammen aus der Gründungszeit des Gahlens. Im 15. Jahrhundert wurde ein quadratischer Turm mit einem schlichten Zeltdach angebaut. Nach jeder Himmelsrichtung befinden sich kleine gepaarte Schallöffnungen am Turm. Die Kirche gehört zu den Baudenkmalen der Stadt Vetschau/Spreewald.
Die Kirche wird dem romanisch-gotischen Übergangsstil zwischen 1250 und 1300 zugeordnet. In ihrer Südwand befindet sich ein dunkler Stein mit reliefartig eingemeißeltem Gesicht, bei dem es sich eventuell um ein slawisches Götzenbildes handelt. An Ausstattungsstücken ist die spätgotische Glocke erwähnenswert, auf deren Hals die Minuskelinschrift o rex glorie xpe veni cum pace amen (O Christus, König der Ehren, komme mit Deinem Frieden, amen) zu lesen ist.

## Wirtschaft und Infrastruktur
Rund sieben Kilometer nördlich von Gahlen verläuft die Bundesautobahn 15, rund zwölf Kilometer westlich die Bundesautobahn 13. Der nordwestlich des Dorfes gelegene Windpark Gahlen wurde im Oktober 2011 in Betrieb genommen. Er besteht aus sechs Windkraftanlagen des Typs Fuhrländer FL-2500. Jede Anlage hat eine Nabenhöhe von 141 Metern und einen Rotordurchmesser von 100 Metern, somit eine Gesamthöhe von 191 Metern. Die erzeugte Leistung beträgt 2,5 MW. Bemerkenswert ist, dass für diese Fuhrländer FL-2500-Anlagen Beton- an Stelle von Stahlfachwerktürmen zum Einsatz kommen.